# New York City Marathon 1975
De New York City Marathon 1975 werd gelopen op zondag 28 september 1975. Het was de zesde editie van deze marathon.
De Amerikaan Tom Fleming won de wedstrijd bij de mannen in 2:19.27. Hij verbeterde hiermee het parcoursrecord. Zijn landgenote Kim Merritt won bij de vrouwen in 2:46.14,8.
In totaal finishten 339 marathonlopers de wedstrijd, waarvan 303 mannen en 36 vrouwen.

## Uitslagen

### Mannen
| rang   | naam           | land | tijd    |
| ------ | -------------- | ---- | ------- |
| Goud   | Tom Fleming    | USA  | 2:19.27 |
| Zilver | William Bragg  | USA  | 2:25.20 |
| Brons  | Tim Smith      | USA  | 2:26.03 |
| 4      | Max White      | USA  | 2:28.38 |
| 5      | Mike Baxter    | USA  | 2:28.40 |
| 6      | Art III Hall   | USA  | 2:28.52 |
| 7      | Larry Fredrick | USA  | 2:29.46 |
| 8      | Mike Konig     | USA  | 2:30.24 |
| 9      | Rory Suomi     | USA  | 2:33.06 |
| 10     | Sheldon Karlin | USA  | 2:33.27 |

### Vrouwen
| rang   | naam               | land | tijd      |
| ------ | ------------------ | ---- | --------- |
| Goud   | Kim Merritt        | USA  | 2:46.14,8 |
| Zilver | Michiko Gorman     | USA  | 2:53.02,8 |
| Brons  | Gayle Barron       | USA  | 2:57.22   |
| 4      | Joan Ullyot        | USA  | 2:58.30,8 |
| 5      | Marilyn Bevans     | USA  | 2:59.19,8 |
| 6      | Diane Barrett      | USA  | 3:01.41,4 |
| 7      | Kathrine Switzer   | USA  | 3:02.57   |
| 8      | Nancy Linday       | USA  | 3:06.53   |
| 9      | Susan Mallery      | USA  | 3:07.27,4 |
| 10     | Marian May         | USA  | 3:12.01,8 |
| 11     | Margaret Rosasco   | USA  | 3:16.01   |
| 12     | Sherrye Henry      | USA  | 3:17.24,2 |
| 13     | Ellen Turkel       | USA  | 3:17.43,4 |
| 14     | Constance Junghaus | USA  | 3:27.14,2 |

1970 ·
1971 ·
1972 ·
1973 ·
1974 ·
1975 ·
1976 ·
1977 ·
1978 ·
1979 ·
1980 ·
1981 ·
1982 ·
1983 ·
1984 ·
1985 ·
1986 ·
1987 ·
1988 ·
1989 ·
1990 ·
1991 ·
1992 ·
1993 ·
1994 ·
1995 ·
1996 ·
1997 ·
1998 ·
1999 ·
2000 ·
2001 ·
2002 ·
2003 ·
2004 ·
2005 ·
2006 ·
2007 ·
2008 ·
2009 ·
2010 ·
2011 ·
2012 · 
2013 ·
2014 ·
2015 ·
2016 ·
2017 ·
2018 ·
2019 ·
2020 · 
2021 ·
2022 ·
2023 ·
2024